# Шадрінцево
Ша́дрінцево (рос. Шадринцево) — село у складі Тальменського району Алтайського краю, Росія. Адміністративний центр Шадрінцевської сільської ради.

## Населення
Населення — 620 осіб (2010; 687 у 2002).
Національний склад (станом на 2002 рік):
- росіяни — 82 %